# 舊亨特住宅
舊亨特住宅（日语：旧ハンター住宅）是一座位於兵庫縣神戶市灘區王子動物園內的異人館。修建於約1889年。這座建築曾是英國人愛德華·哈扎特·亨特（Edward Hazlett Hunter）的住宅。1966年6月11日，舊亨特住宅被指定為日本的重要文化財產。舊亨特住宅是現存的異人館中規模最大的建築之一，被評為明治時期最美的西洋式建築之一。

## 沿革
舊亨特住宅興建於1889年左右，原是德國人A.格雷皮（A. Greppie）委託英國工程師在現在的神戶洋人俱樂部（神戶市中央區北野町4-15-1）的舊址上建造的建築物。並在1890年（明治23年）發出建館告示。也有一種說法認為該建築物的設計師是亞歷山大·納爾遜·漢塞爾，但現無從考證。
1907年前後，該建築物被英國商人愛德華·哈扎特·亨特（Edward Hazlett Hunter）收購，並搬遷改建在神戶市中央區北野町3-130。亨特是日立造船前身公司的創始人。在當時在日本從事造船、鋼鐵等業務，後在搬遷時，亨特對於建築物進行了一次大改造，在對外開放的外廊裝上了當時價值不菲的窗玻璃，形成了現在別具一格的風貌。
1963年，舊亨特住宅從北野町遷移到王子動物園，並作為國家重要文化財產保存下來。在北野町有一個地名叫做獵坂，是該建築物過去的遺跡。
舊亨特住宅曾在1984年被選定紀念郵票《現代西式建築系列》的主題。目前該建築物在每年春季和秋季兩次向公眾開放。

## 建築設計
舊亨特住宅是一座朝南的二層建築物，西北角區域附有一座三層的頂層塔樓，其中建築物一樓設有一個入口，從入口向東西方向延伸出一條走廊。一樓的三個房間分別命名為書房、會客室和餐廳，不過各房間建造時的用途不詳。一樓的南側和東側則為遊廊，四周環繞著鑲有菱形格子的玻璃門。南廡設有兩個凸出部分，凸出部分上方設有山牆。在一樓的客廳，凸窗的位置則與遊廊的凸出部分相對應。
在最初施工時，該建築物陽台是敞開的，而2樓有4個房間，推測是3間臥室和1間客廳。

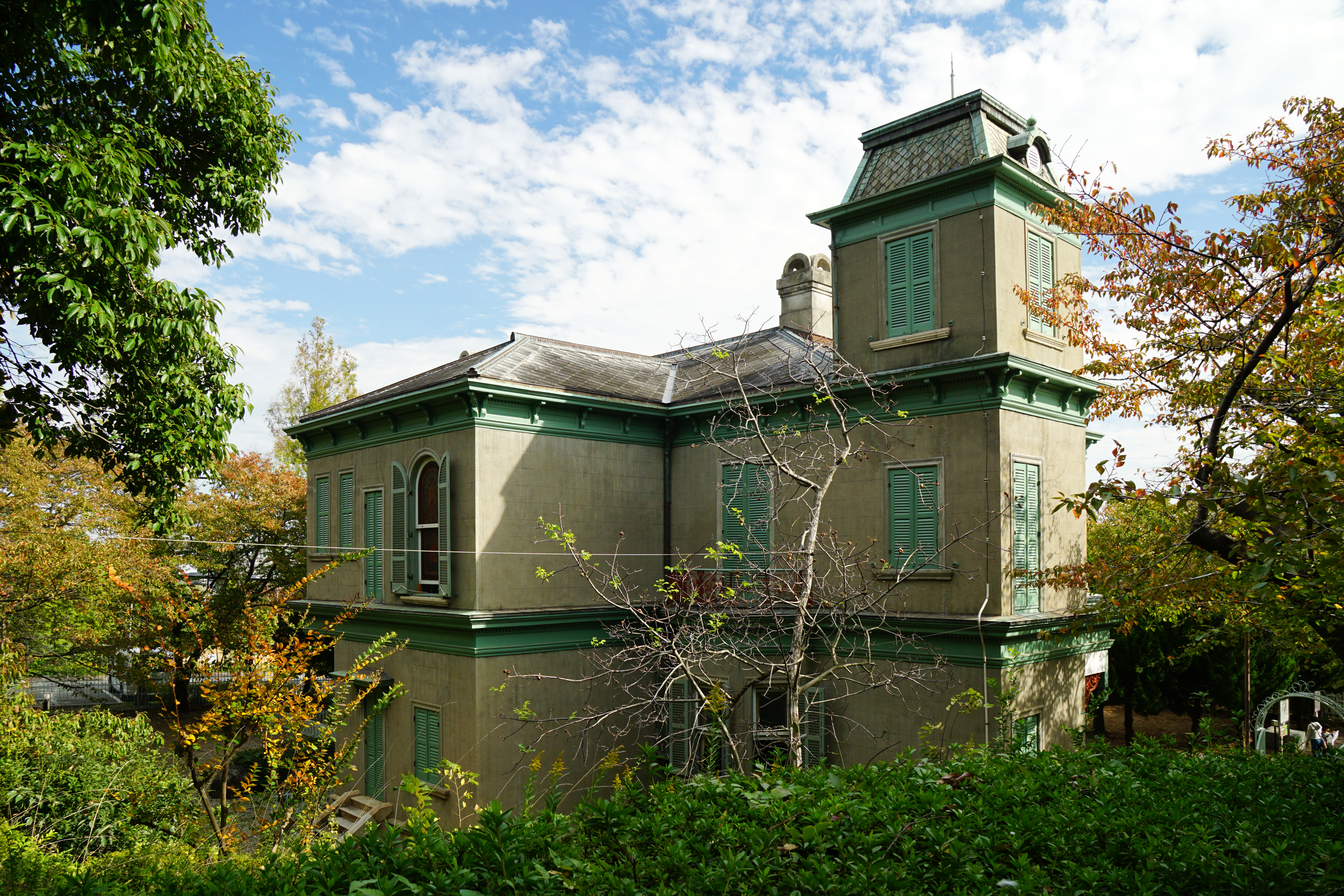
從北西側遙望舊亨特住宅
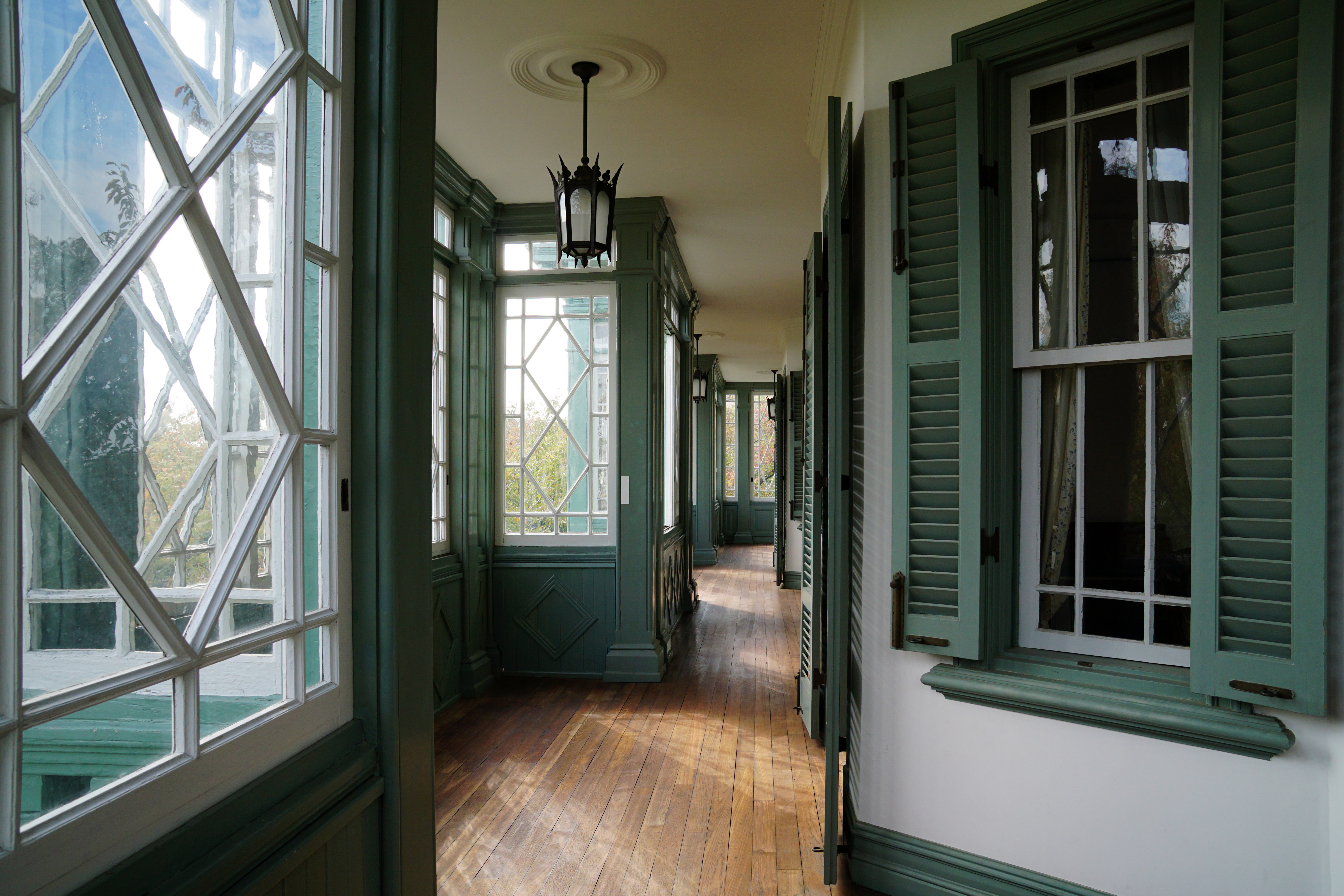
2樓
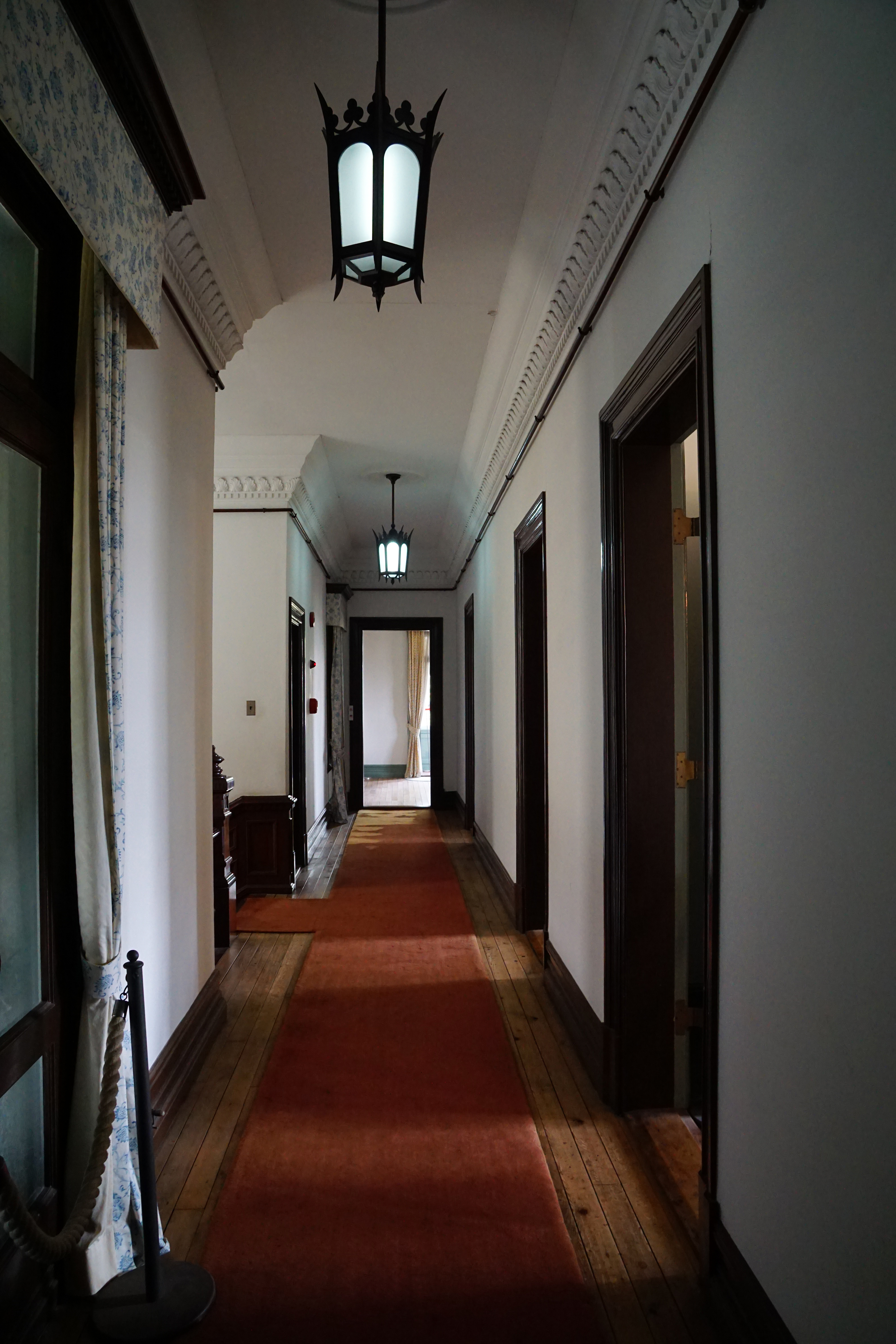
2樓廊下
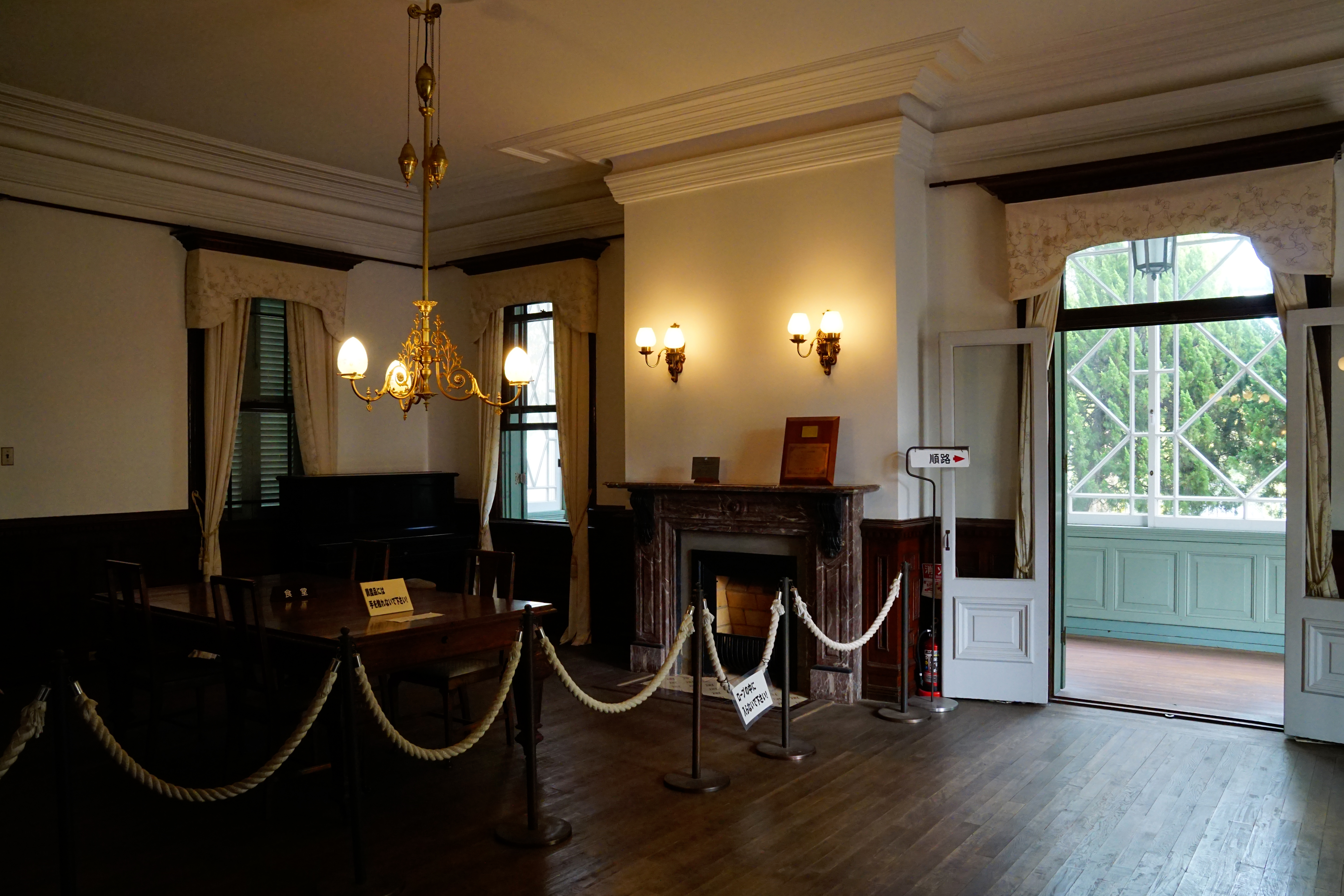
1樓東室（食堂）

## 外部連結
- 旧ハンター住宅 （页面存档备份，存于） 神戸市
- 旧ハンター住宅 （页面存档备份，存于） 王子動物園